# Gnamptogenys mecotyle
Gnamptogenys mecotyle é uma espécie de formiga do gênero Gnamptogenys.